# 郭少軒
郭少軒（1991年10月30日－），台灣女歌手，台灣女演員。
在2009年11月參加由台視所舉辦的歌唱選秀節目超級偶像第四屆，獲得第四名。
被網友指出神似演員陳喬恩。 （页面存档备份，存于）。
比賽初期一度被評審老師認定唱歌缺乏個人特色，歌聲中沒有高音（可能是在戲曲學校長期扮演老生的原因所致，唱高音時壓著嗓子唱），成績不盡理想一直徘徊在淘汰邊緣。
之後在自我要求下成績不斷進步，在2010年4月17日，十強吸睛大改造之個人演唱會爭奪戰中演唱江蕙的歌曲(花香)得到當天的MVP，當時的分數也是超級偶像第四屆的最高分，當天的表現可圈可點，精彩的表演令全場觀眾（包含主持人利菁、評審老師）為之驚豔。
同時創下超級偶像開播至今兩項最新記錄：
1.十強比賽唯一演唱台語歌曲獲得最高分。
2.在十強比賽後（總決賽前）第一位獲得開個人小型售票演唱會的最高榮譽（演唱會當天總共售出618張票）。

## 比賽經歷
- 亞洲新人歌唱大賽
- 五燈獎
- 外縣市歌唱比賽
- 中廣之星歌唱比賽
- 超級偶像第四屆第四名。

### 超級偶像第四屆比賽成績
| 集數 | 演唱歌曲                                                         | 分數 | 備註                                  |
| ---- | ---------------------------------------------------------------- | --- | ------------------------------------- |
| 03   | 《夢一場》／那英 (加分題：《kiss me》／Sixpence None the Richer) | 三個燈亮，被王治平保送 | 30強資格賽Ⅲ之 全力搶灘進超4           |
| 05   | 《真的嗎》／莫文蔚                                               | 1:4 敗 李婭莎 復活過關 | 30強決定賽之 19人大逃殺               |
| 08   | 《後來》／劉若英                                                 | 40.8分 與馬振翔雙雙落敗 | 30取26強淘汰賽(下)之 力拼評審嚴苛標準 |
| 09   | 《One Night in 北京》／信樂團                                    | 41.3分 過關 | 26取24強淘汰賽之 亦敵亦友誰要走       |
| 10   | 《迷宮》／王若琳                                                 | 41.7分 過關 | 24取22強淘汰賽之 我唱好歌你下載       |
| 11   | 《讀你》／蔡琴                                                   | 41.2分 過關 | 22取21強淘汰賽之 Cosplay角色扮演      |
| 12   | 《好久不見》／陳奕迅                                             | 42.1分 過關 | 21取20強淘汰賽之 男歌女唱．女歌男唱   |
| 13   | 《有你的快樂》／王若琳                                           | 41.7分 過關 | 20取19強淘汰賽之 我用魅力迷惑你       |
| 14   | 《日光傾城》／卡奇社                                             | 41.5分 過關 | 19取18強淘汰賽之 挑戰學長姐高標       |
| 15   | 《愛情》／莫文蔚                                                 | 41.6分 過關 | 18取17強淘汰賽之 活動演出歌曲         |
| 16   | 《情歌》／梁靜茹                                                 | 41.2分 過關(與郭映均同為最低分) | 17取16強淘汰賽之 刻骨銘心的愛         |
| 17   | 《一個像夏天，一個像秋天》／范瑋琪                               | 41.7分 過關 | 16取15強淘汰賽之 學長姐祝我拚高分     |
| 18   | 《梳妝台》／快樂2世代                                            | 42.1分 敗 趙太祥 | 15取14強淘汰賽之 戰友相殘誰離開       |
| 19   | 《玫瑰玫瑰我愛你》／姚莉                                         | 42.3分 敗 金實基 | 14取13強淘汰賽之 新古典音樂會         |
| 20   | 《熱線你和我》／劉文正                                           | 42.5分 過關 | 13取12強淘汰賽之 舞動肢體大突破       |
| 21   | 《大海》／張雨生                                                 | 42.3分 過關 獲MVP以及10萬元等值鑽石商品 | 12取11強淘汰賽之 徹底宣洩給你聽       |
| 22   | 《好眼淚壞眼淚》／徐若瑄                                         | 42.1分 過關 | 十強決定賽之 唱出心中的秘密           |
| 23   | 《花香》／江蕙                                                   | 評分結果： 林隆璇：8.7分王治平：9分 黃國倫：8.8分陳珊妮：8.6分 陳國華：8.8分，總分43.9分。 過關，本集當時創下超偶4最高分。 獲MVP以及600人之個人小型售票演唱會。 | 十強吸睛大改造之 演唱會爭奪戰         |
| 24   | 《含淚跳恰恰》／謝金燕                                           | 43.0分 敗 金實基 | 10取9強淘汰賽之 熱力四射PK賽          |
| 25   | 《聽說愛情回來過》／林憶蓮                                       | 42.9分 敗 羅平 | 九強決定賽之 情感滿分PK賽             |
| 26   | 《LOVE》／蕭亞軒                                                 | 43.0分 敗 蔡昌憲 | 9取8強淘汰賽之 火力全開來開趴         |
| 27   | 《雨衣》／阿杜                                                   | 42.7分 敗 胡振寰 | 八強決定賽之 唱出你的都會心情         |
| 28   | 《薇多莉亞的秘密》／張惠妹                                       | 43.0分 過關 | 八強高壓賽之 快慢雙重考驗 (快歌)      |
| 28   | 《忽然之間》／莫文蔚                                             | 42.8分 過關 | 八強高壓賽之 快慢雙重考驗 (慢歌)      |
| 29   | 《愛》／莫文蔚                                                   | 43.0分 敗 超偶姊妹幫 （朱俐靜、張依安、潘雅芳） | 七強決定賽之 強敵踢館我不怕           |
| 30   | 《溫柔的慈悲》／林良樂                                           | 42.8分 敗 解偉苓 | 六強決定賽之 指名踢館我心驚           |
| 31   | 《愛作夢的人》／蕭煌奇                                           | 43.0分 敗 林吟蔚 | 誰是第七名之 三屆菁英猛踢館           |
| 32   | 《代言人》／蕭亞軒                                               | 42.5分 敗 陳以岫 | 冠軍積分賽之 舞王舞強勢來襲           |
| 33   | 《解脫》／張惠妹                                                 | 43.1分 勝 陳微微 | 冠軍積分賽Ⅱ 六強奮戰全力抗敵          |
| 34   | 《想要跟你飛》／鳳飛飛                                           | 43.4分 勝 石康鈞 | 冠軍積分賽Ⅲ 浴血奮戰衝向冠軍          |
| 35   | 《孤女的願望》／陳芬蘭                                           | 52.3分 | 總冠軍賽 破繭--慢歌自選曲             |
| 35   | 《Bad boy》／張惠妹                                              | 53.1分 | 總冠軍賽 撼動--勁歌舞曲               |
| 35   | 《掌聲響起》／鳳飛飛                                             | 52.8分 | 總冠軍賽 登峰--高分挑戰曲             |

### 超級偶像第五屆比賽踢館成績
| 首播日期   | 節目主題                            | 演唱歌曲 | 原唱   | 詞／曲              | 得分            |
| 2011/01/22 | 【學長姐指名踢館】超五10取9強淘汰賽 | 燕尾蝶   | 梁靜茹 | 詞／曲：阿信        | 42.0分 敗吳海文 |
| 2011/01/29 | 【新仇舊恨終極對決】超五九強決定賽  | 我愛過   | 江蕙   | 詞：武雄 曲：林東松 | 42.2分 勝吳海文 |

## 音樂作品

### 單曲
- 2018年：《門窗》（大愛劇場真愛源起主題曲）（數位）

### 單曲（含MV）
- 2010年：《Sexy Girl》（超偶五姝：郭少軒、朱俐靜、陳怡帆、張依安、潘雅芳）（尬舞Online主題曲）（數位）
- 2017年：《寂寞魂》、《相思苦》（與黃偉霖合唱）

## 戲劇作品
台灣電視劇
| 播出頻道 | 劇名         | 飾演     |
| -------- | ------------ | -------- |
| 八大     | 你照亮我星球 | 服裝老師 |
| 大愛     | 真愛源起     | 阿桃     |
| 台視     | 情·份        | 小芬     |
| 大愛     | 同學，早安！ | 黃蕙怡   |
| 三立     | 必勝大丈夫   | 高芳芳   |

## 電影作品
- 2012年

| 片名         | 飾演                                     | 導演   | 合作演員                                                                         |
| 《港都2012》 | 洪珍珠，黑社會大哥洪龍（徐亨飾演）的女兒 | 周守訓 | 杜宇航、夏靖庭、徐亨、 許慧欣、蔡黃汝（豆花妹）、邵庭、 洪金寶的兒子洪天祥等人。 |

## 廣告作品
- 金車Buckskin啤酒上市篇 CF
- 2018六福村動物變裝派對 CF
- LG冷氣素冷一家之媽媽的暑假作業篇 CF
- 永豐人可和Top3最難還的債務票選篇 CF
- 太平洋電線電纜2018形象廣告
- 國泰世華幸福企業寶寶安心成長計劃篇 CF
- 國際牌溫水便座婦女篇 CF
- 國際牌Homes&Living 開關Switch篇 CF

## 代言
- 尬舞online電玩代言人

## 演唱會
- 2010年6月5日 河岸留言西門紅樓展演館《人氣募集》演唱會

## 外部連結
- 郭少軒的粉絲團小天地 （页面存档备份，存于）Facebook專頁